# جاسلین داناهیو
جاسلین داناهیو (انگلیسی: Jocelin Donahue؛ زادهٔ ۸ نوامبر ۱۹۸۱) هنرپیشه اهل ایالات متحده آمریکا است. وی از سال ۲۰۰۶ میلادی تاکنون مشغول فعالیت بوده است.
از فیلم‌ها یا برنامه‌های تلویزیونی که وی در آن نقش داشته است می‌توان به با تو حال نمی‌کند، شوالیه جام‌ها، توطئه‌آمیز: قسمت ۲، و خشمگین ۷ اشاره کرد.